# Лиз-Мари Мореро
Лиз-Мари Мореро (фр. Lise-Marie Morerod) је бивша швајцарска алпска скијашица. Освајачица је великог кристалног глобуса и медаља са светских првенстава.
Била је специјалиста за техничке дисциплине, слалом и велеслалом. У велеслалому је три пута освајала мали кристални глобус, док је у слалому то учинила два пута. На Олимпијским играма није имала успеха, штавише није успела да освоји ниједну медаљу, док је на светским првенствима освојила две медаље, сребрну и бронзану, на Светским првенствима 1974. и 1978.
Најуспешнија сезона у каријери јој је била 1976/77. када је поред два мала кристална глобуса у слалому и велеслалому, освојила и велики глобус као најуспешнија у укупном поретку.
Доживела је тешку саобраћајну несрећу 22. јула 1978, после које је три недеље била у коми. Вратила се такмичењима у сезони 1979/80. али није успевала да направи значајнији резултат. Након те сезоне престала је да се професионално такмичи.

## Освојени кристални глобуси
| Сезона | Дисциплина |
| ------ | ---------- |
| 1975.  | Велеслалом |
| 1975.  | Слалом     |
| 1976.  | Велеслалом |
| 1977.  | Укупно     |
| 1977.  | Велеслалом |
| 1977.  | Слалом     |

## Победе у Светском купу
24 победе (14 у велеслалому и 10 слалому)
| Датум              | Место               | Трка       |
| ------------------ | ------------------- | ---------- |
| 4. јануар 1975.    | Гармиш-Партенкирхен | Слалом     |
| 29. јануар 1975.   | Сен Жерве Ле Бен    | Слалом     |
| 13. март 1975.     | Сан Вели            | Велеслалом |
| 20. март 1975.     | Греден              | Слалом     |
| 4. децембар 1975.  | Вал д'Изер          | Велеслалом |
| 11. децембар 1975. | Априка              | Слалом     |
| 12. јануар 1976.   | Ле Диаблерет        | Слалом     |
| 15. јануар 1976.   | Ле Жет              | Велеслалом |
| 25. јануар 1976.   | Крањска Гора        | Велеслалом |
| 26. јануар 1976.   | Крањска Гора        | Слалом     |
| 13. март 1976.     | Аспен               | Велеслалом |
| 9. децембар 1976.  | Вал д'Изер          | Велеслалом |
| 16. децембар 1976. | Кортина д'Ампецо    | Слалом     |
| 3. јануар 1977.    | Оберштауфен         | Слалом     |
| 19. јануар 1977.   | Шрунс               | Слалом     |
| 20. јануар 1977.   | Ароза               | Велеслалом |
| 2. фебруар 1977.   | Марибор             | Велеслалом |
| 6. март 1977.      | Сан Вели            | Велеслалом |
| 24. март 1977.     | Сијер Невада        | Велеслалом |
| 8. децембар 1977.  | Вал д'Изер          | Велеслалом |
| 9. јануар 1978.    | Ле Мос              | Велеслалом |
| 19. јануар 1978.   | Бад Гаштајн         | Слалом     |
| 9. фебруар 1978.   | Межев               | Велеслалом |
| 7. март 1978.      | Вотервил Вели       | Велеслалом |